# Ekinözü
Ekinözü (kurdisch Celâ, bis 1983 Cela) ist eine Stadtgemeinde (Belediye) im gleichnamigen Ilçe (Landkreis) der Provinz Kahramanmaraş in der türkischen Mittelmeerregion und gleichzeitig ein Stadtbezirk der 2012 gebildeten Büyükşehir belediyesi Kahramanmaraş (Großstadtgemeinde/Metropolprovinz). Seit der Gebietsreform 2013 ist die Gemeinde flächen- und einwohnermäßig identisch mit dem Landkreis.
Der kleine Landkreis hat die geringste Bevölkerungszahl der Provinz/Büyükşehir und als Binnenkreis keine Außengrenzen zu anderen Provinzen. Im Norden beginnend hat er im Uhrzeigersinn folgende Nachbarn: Elbistan, Nurhak, Dulkadiroğlu, Onikişubat und Göksun.

## Bevölkerung
Den Hauptanteil der Bevölkerung bilden alevitische Kurden (Sinemillî-Stamm), von denen nach 1978 viele nach Zentraleuropa als politische Flüchtlinge geflohen sind. Die Region ist außerdem für Auseinandersetzungen zwischen dem türkischen Militär und der PKK bekannt. Seit 1978 wurden in Ekinözü mehrere Dörfer niedergebrannt und ihre Einwohner vertrieben, wie zum Beispiel in Çiftlikköy. Begründet wurden diese Säuberungen der einzelnen Dörfer damit, dass sich in der Region Mitglieder der PKK aufhalten würden. Leidtragende der Dorf-Säuberungen waren jedoch die Zivilisten.
Ekinözü gehört zu den westlichsten Städten des kurdischen Siedlungsgebiets in der Türkei. Seit Januar 2016 hat die AKP laut Medien vor, eine strikte Assimilationspolitik in Ekinözü an den dort lebenden Aleviten durchzuführen.

## Verwaltung
Der Landkreis wurde im Mai 1990 durch das Gesetz Nr. 3644 gebildet. Zuvor waren die 18 Dörfer (Volkszählung 1990: 13.449 Einw.) und die Belediye Ekinözü (8.184 Einw.) Teil des Bucak Merkez im Kreis Elbistan. Die im Stadtlogo manifestierte Jahreszahl (1958) dürfte ein Hinweis auf das Jahr der Erhebung zur Stadtgemeinde (Belediye) sein.
(Bis) Ende 2012 bestand der Landkreis aus der Kreisstadt und 17 Dörfern (Köy), die während der Verwaltungsreform 2013 in Mahalle (Stadtviertel/Ortsteile) überführt wurden. Die vier existierenden Mahalle der Kreisstadt blieben erhalten. Durch Herabstufung der Dörfer zu Mahalle stieg deren Zahl auf 21 an. Ihnen steht ein Muhtar als oberster Beamter vor.
Ende 2020 lebten durchschnittlich 523 Menschen in jedem Mahalle, 2.123 Einw. im bevölkerungsreichsten (Öztürk Mah.).

## Galerie

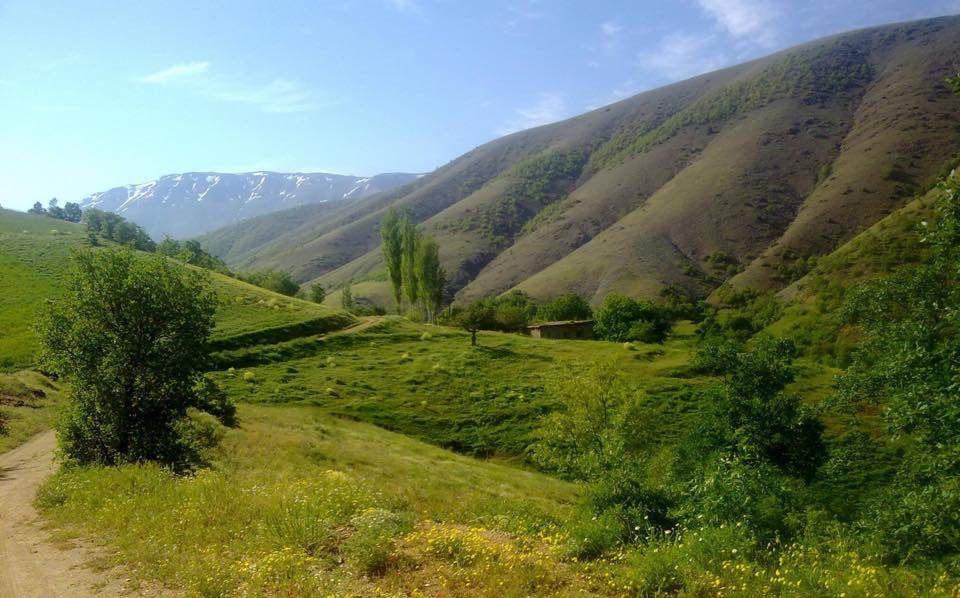
Luftbild
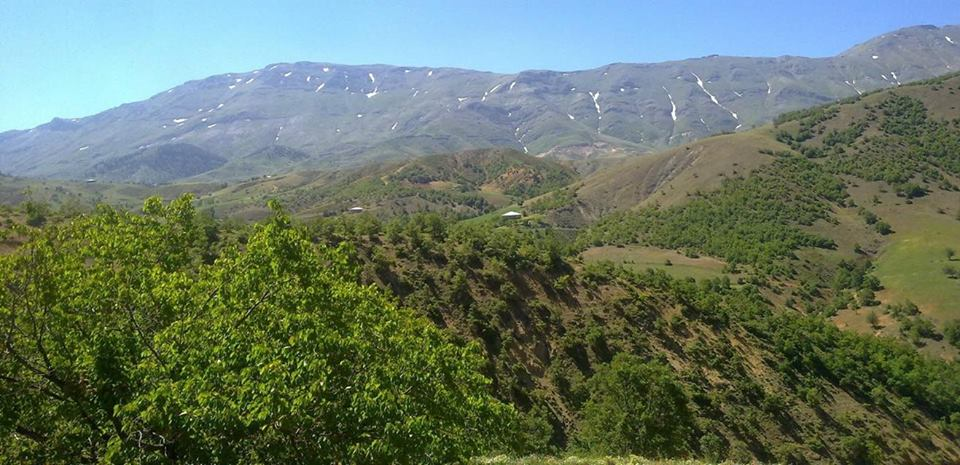
Luftbild
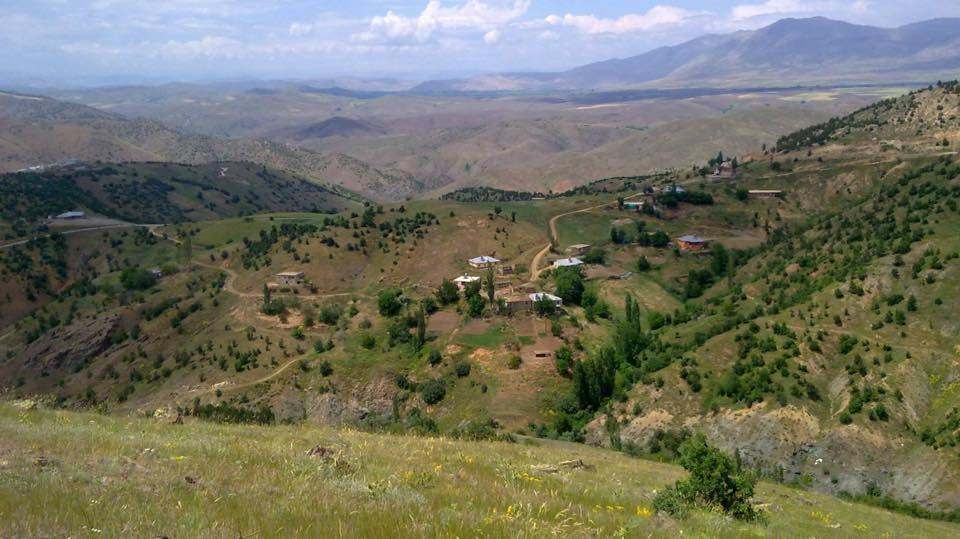
Çiftlikköy
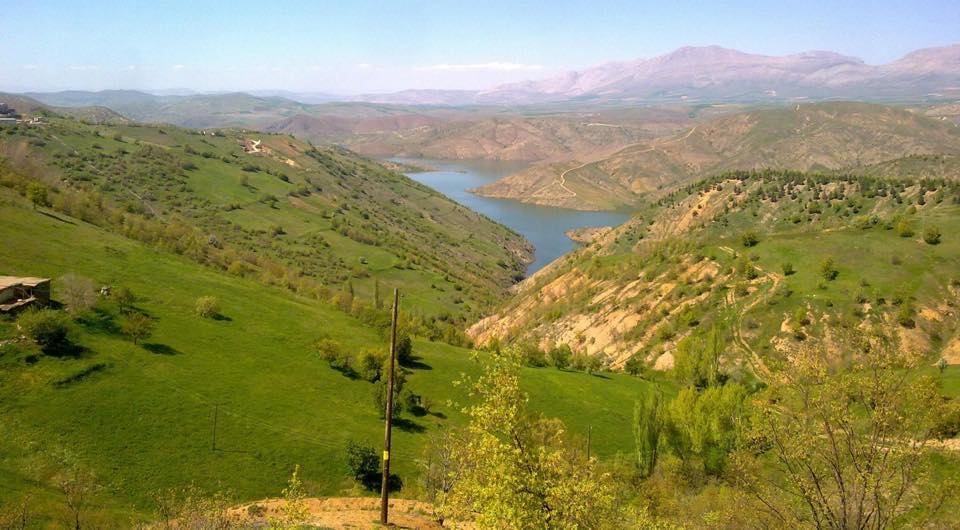
Kandil-Staudamm